# Гандальф Рочестерский
Гандальф Рочестерский (лат. Gundulf of Rochester, Gundulph; 1024, Нормандия — 7 марта 1108, Рочестер, Кент) — англо-нормандский религиозный деятель и архитектор, епископ Рочестерский.

## Биография
Гандальф был монахом нормандского происхождения — сперва в монастыре Ле-Бек на севере Франции, а затем в аббатстве Святого Этьенна в Кане. Ещё во Франции он становится другом и ближайшим помощником Ланфранка, будущего архиепископа Кентерберийского. В 1070 году, как посланец обителей Ле-Бек и Сен-Этьенн, он прибывает в завоёванную норманнами Англию. Здесь он становится одним из соратников Ланфранка в его попытках реорганизовать жизнь английского монашества. После того, как в 1075 году король Вильгельм I делает Ланфранка архиепископом Кентерберийским, Гандальф также занимает высокий пост в Английской церкви. 19 марта 1077 года он посвящается в сан епископа Рочестерского. Ранее церковь Сент-Эндрю этого города была передана в ведение сводного брата короля, Одо, и сильно от этого пострадала. В 1080 году Гандальф приступил к перестройке и полной реставрации её и превращению в Рочестерский собор.

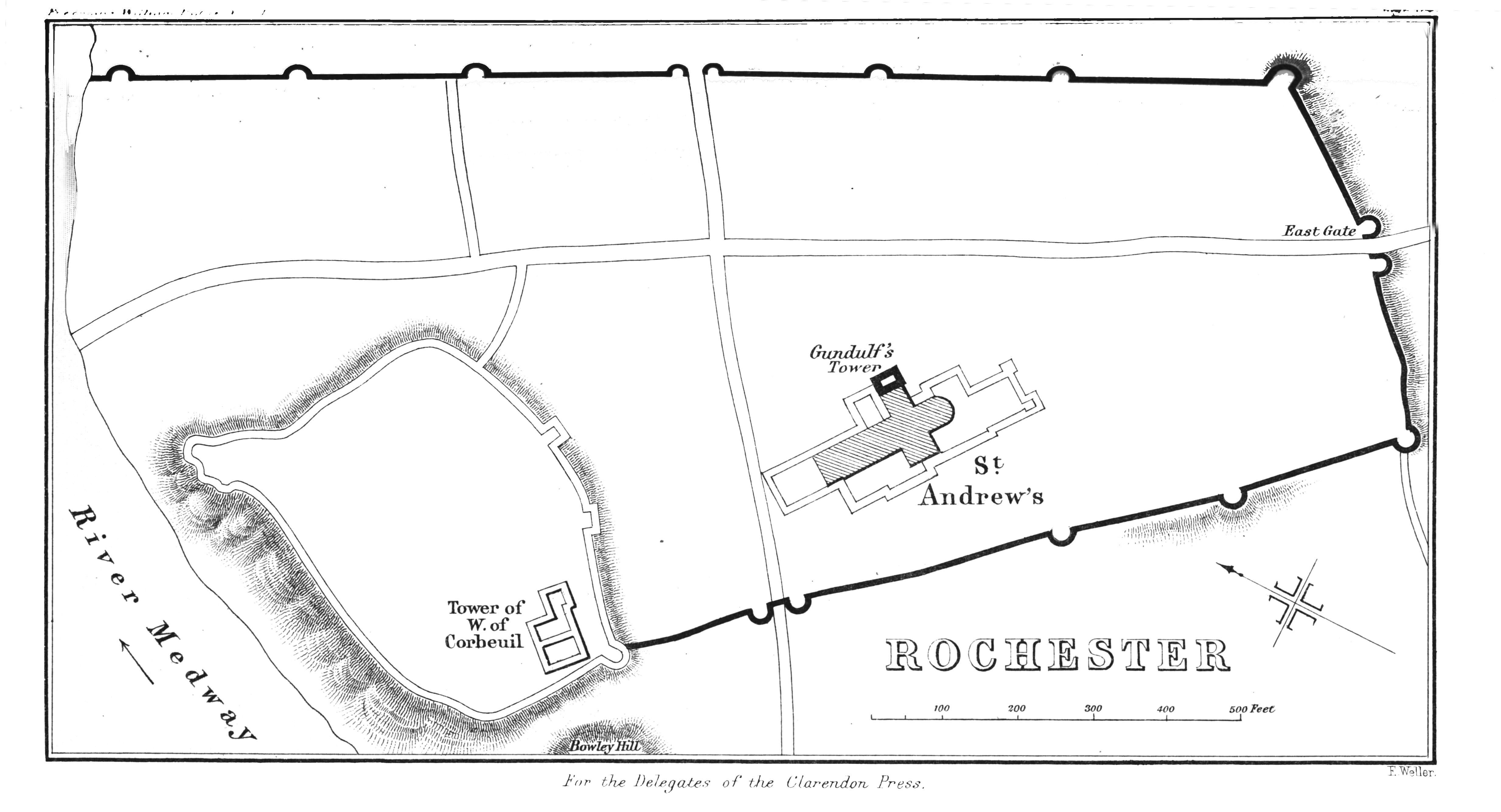
План средневекового Рочестера с указанием построек епископа Гандальфа

В 1078 году король Вильгельм, знавший о его архитектурном таланте, поручает Гандальфу строительство Белой башни Тауэра в Лондоне — древнейшей сохранившейся до наших дней части лондонского Тауэра. Около 1080 года Гандальф начинает постройку замка в Колчестере, в основу планировки положив разработанные им схемы для Тауэра. В 1092 году он основывает и строит аббатство Сент-Мэри в Уэст-Мейлинге, в графстве Кент, для монахинь-бенедиктинок. Во время правления короля Вильгельма Руфуса он возводит Рочестерский замок. В 1083 году кафедральный собор Сент-Эндрю в Рочестере (Собор Святого Апостола Андрея) был освящён, и Гандальф становится его приором. В этом соборе он помещает в серебряной раке мощи святого Паулина, первого англосаксонского епископа Йоркского. После смерти епископа Гандальфа Рочестерского в западном притворе собора была установлена его статуя.
Кроме достижений в области архитектуры, Гандальф — как и архиепископ Ланфранк — большое внимание уделял развитию монастырского образования. Он также считался первым королевским инженером. Как выдающийся военный архитектор, Гандальф является «отцом Корпуса королевских инженеров», воинского инженерного подразделения британской армии, впервые письменно упомянутого в 1414 году, оформленного в «корпус» в 1716 году и существующего по сей день.

## Галерея

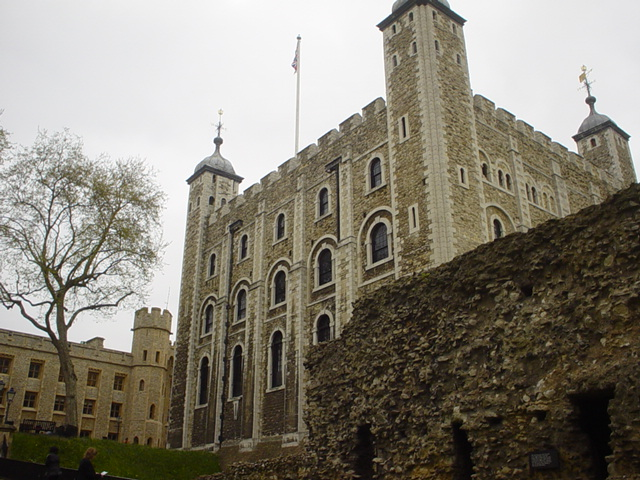
Белый Тауэр, Лондонский Тауэр
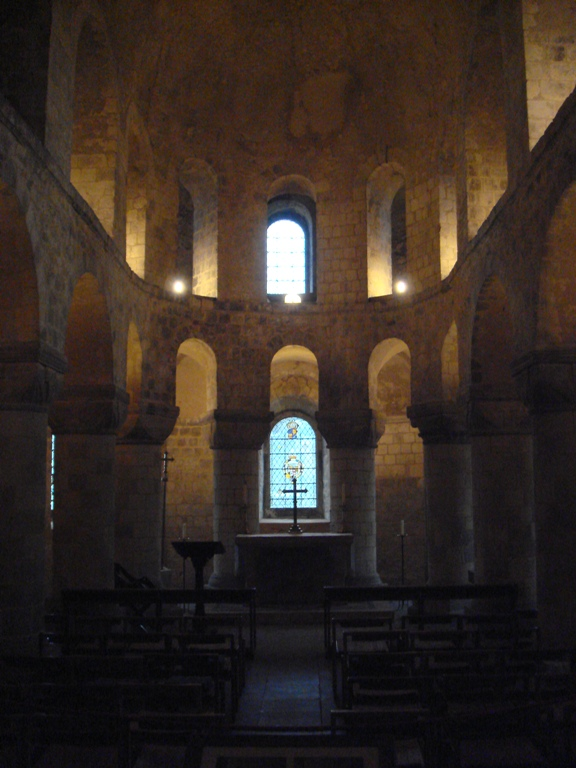
Капелла Сент-Джон, Белый Тауэр
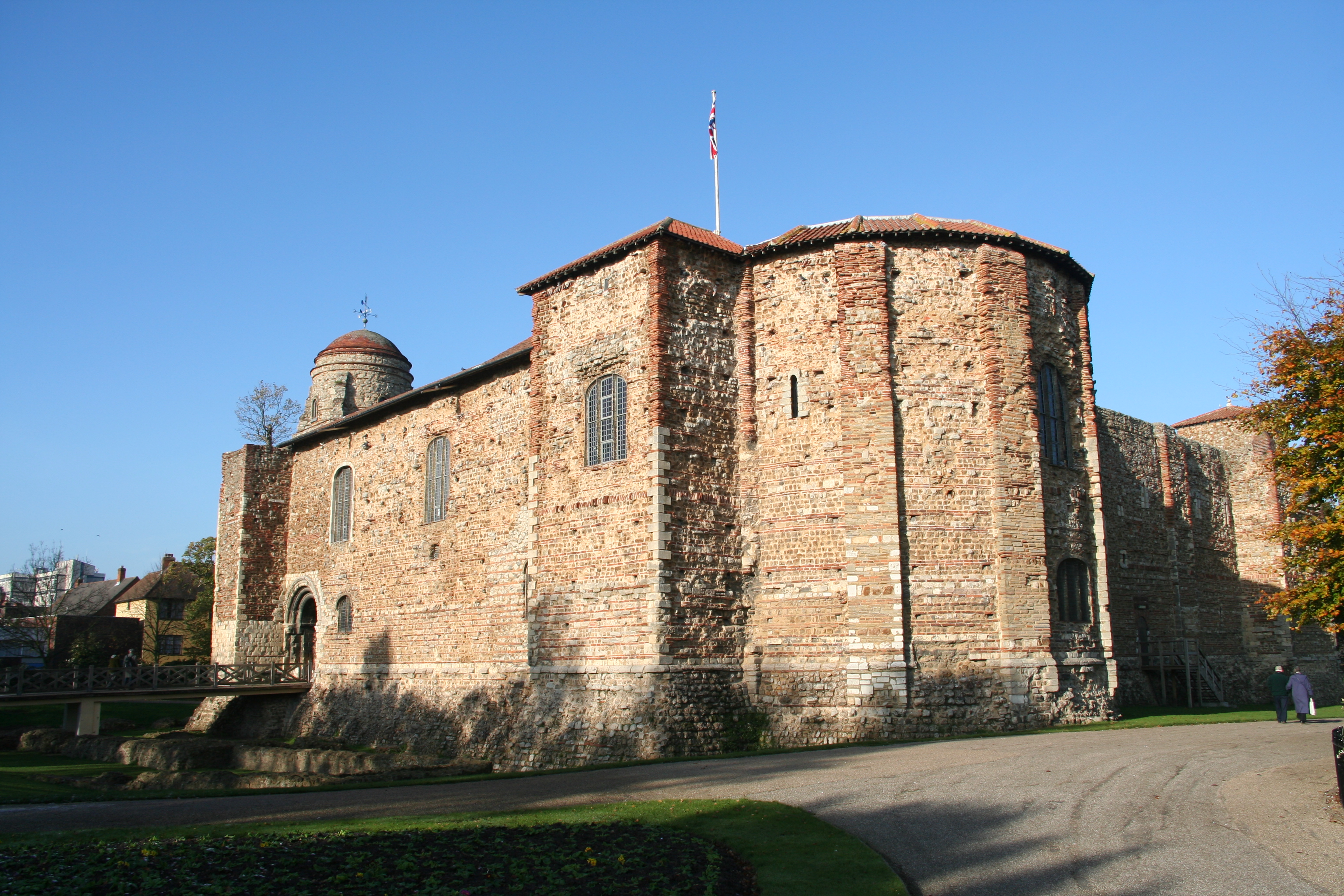
Колчестерский замок
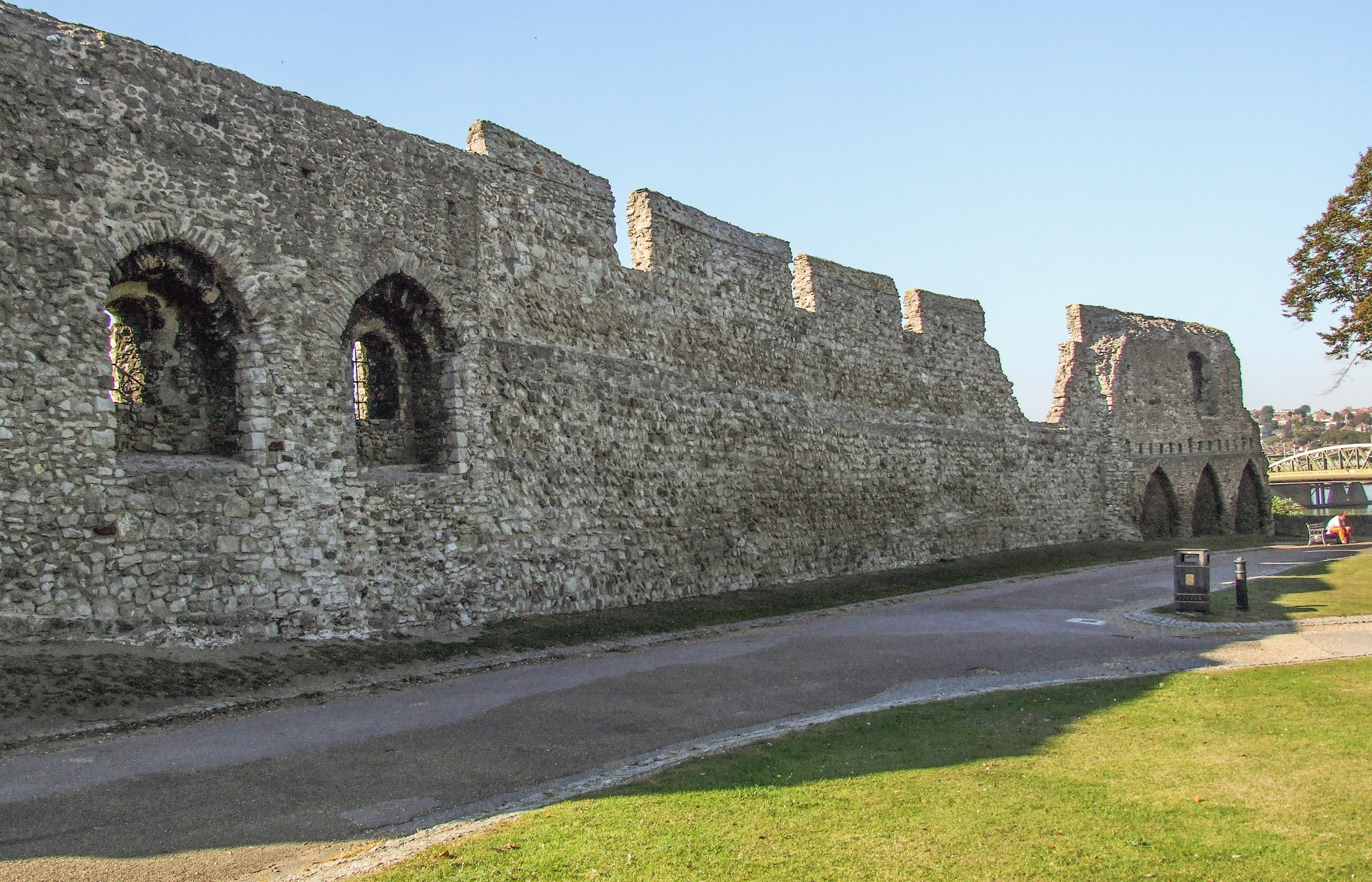
Стены Рочестерского замка
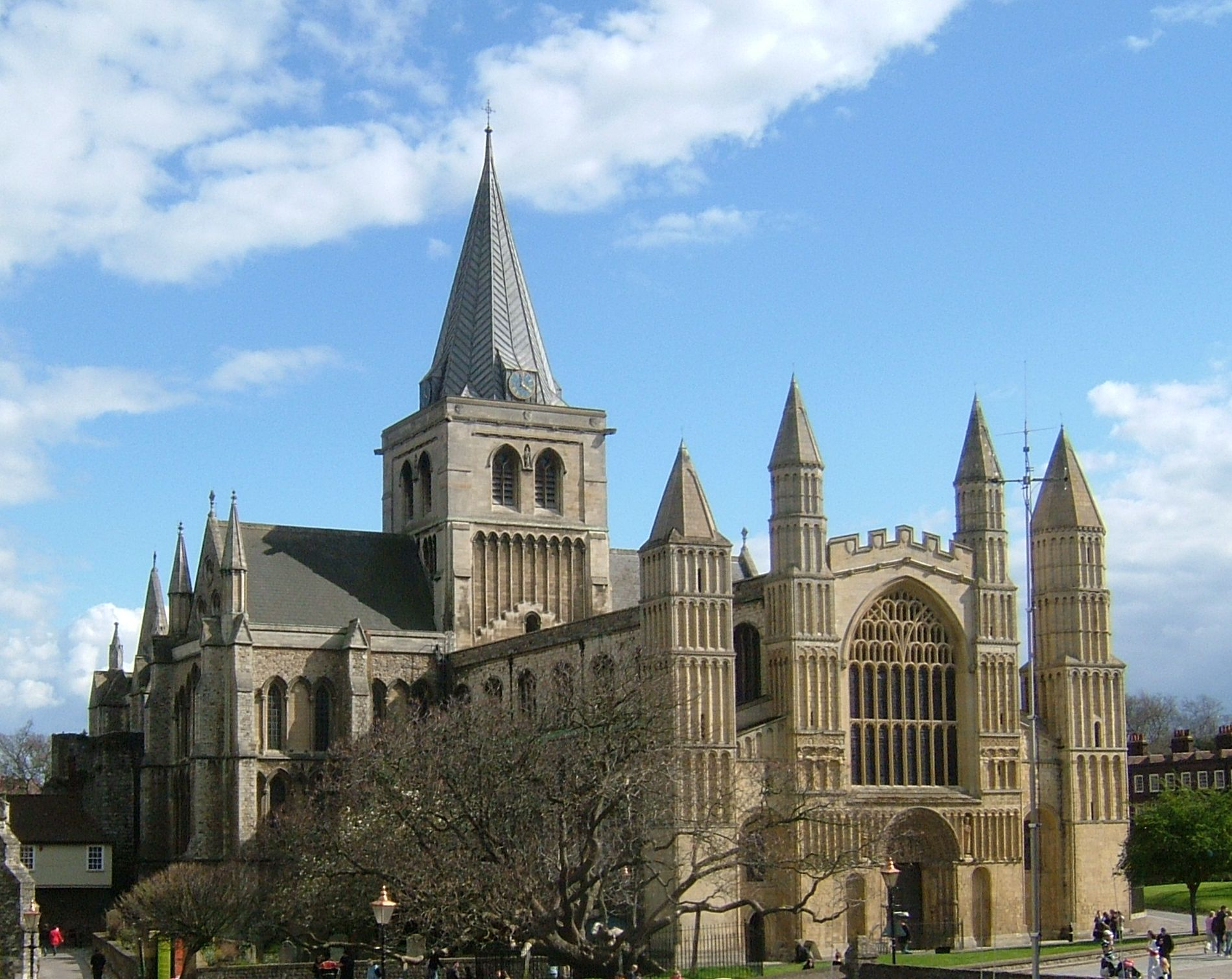
Рочестерский собор